# Kçiqi i Vogël
Kçiqi i Vogël (albanska: Kçiqi i Vogël, (serbiska: Malo Kičiće) är en by i Kosovo. Den ligger i kommunen Mitrovica. Enligt den senaste folkräkningen år 2011 fanns det 1 348 invånare.

## Demografi
| Demografi | 2011 |
| --------- | ---- |
| albaner   | 1348 |
| bosnier   | 5    |
| okänt     | 11   |